# Torneo Preolímpico Sudamericano Sub-23 de 2000
El Torneo Preolímpico Sudamericano Sub-23 de Brasil se realizó entre el 18 de enero y el 6 de febrero de 2000 en las ciudades de Londrina y Cascavel, ambas en el estado de Paraná, para definir a los dos equipos de Sudamérica que participarían en los Juegos Olímpicos de Sídney 2000.
En el torneo participaron los 10 equipos pertenecientes a la  Conmebol, de los cuales consiguieron la clasificación Brasil como campeón, y Chile como subcampeón.

## Sedes
Las sedes de este campeonato fueron:
| Londrina          | Cascavel                                  |
| ----------------- | ----------------------------------------- |
| Estadio do Café   | Estadio Olímpico Regional Arnaldo Busatto |
| Capacidad: 31 000 | Capacidad: 23 000                         |
|                   |                                           |

## Primera fase
- Leyenda: Pts: Puntos; PJ: Partidos jugados; G: Partidos ganados; E: Partidos empatados; P: Partidos perdidos; GF: Goles a favor; GC: Goles en contra; Dif: Diferencia de goles.

### Grupo A
| Equipo    | Pts | PJ | PG | PE | PP | GF | GC | Dif |
| --------- | --- | -- | -- | -- | -- | -- | -- | --- |
| Brasil    | 10  | 4  | 3  | 1  | 0  | 15 | 1  | +14 |
| Chile     | 7   | 4  | 2  | 1  | 1  | 7  | 7  | 0   |
| Colombia  | 7   | 4  | 2  | 1  | 1  | 10 | 13 | –3  |
| Venezuela | 4   | 4  | 1  | 1  | 2  | 5  | 9  | –4  |
| Ecuador   | 0   | 4  | 0  | 0  | 4  | 5  | 12 | –7  |

| 19 de enero de 2000 | Colombia                                                   | 4:2 (3:2) | Ecuador                       | Estadio do Café, Londrina                                              |                                                                        |
|                     | Viveros 6' · Candelo 33' (pen.), 45' (pen.) · Castillo 47' | Reporte   | Candelario 24' · Kaviedes 38' | Asistencia: 50 000 espectadores Árbitro(s): Daniel Giménez (Argentina) | Asistencia: 50 000 espectadores Árbitro(s): Daniel Giménez (Argentina) |

| 19 de enero de 2000 | Brasil   | 1:1 (0:0) | Chile       | Estadio do Café, Londrina                                              |                                                                        |
|                     | Alex 63' | Reporte   | Pizarro 79' | Asistencia: 50 000 espectadores Árbitro(s): Carlos Amarilla (Paraguay) | Asistencia: 50 000 espectadores Árbitro(s): Carlos Amarilla (Paraguay) |

| 21 de enero de 2000 | Chile                        | 2:1 (1:1) | Ecuador    | Estadio do Café, Londrina                                      |                                                                |
|                     | Tapia 43' (pen.), 89' (pen.) | Reporte   | Reasco 19' | Asistencia: 1 000 espectadores Árbitro(s): Jorge Torres (Perú) | Asistencia: 1 000 espectadores Árbitro(s): Jorge Torres (Perú) |

| 21 de enero de 2000 | Colombia     | 1:1 (1:0) | Venezuela  | Estadio do Café, Londrina                                         |                                                                   |
|                     | Castillo 28' | Reporte   | Vielma 82' | Asistencia: 1 000 espectadores Árbitro(s): Saúl Feldman (Uruguay) | Asistencia: 1 000 espectadores Árbitro(s): Saúl Feldman (Uruguay) |

| 23 de enero de 2000 | Chile                      | 3:0 (1:0) | Venezuela | Estadio do Café, Londrina                                                  |                                                                            |
|                     | Tapia 43', 58' · Neira 57' | Reporte   |           | Asistencia: 10 000 espectadores Árbitro(s): Juan Carlos Paniagua (Bolivia) | Asistencia: 10 000 espectadores Árbitro(s): Juan Carlos Paniagua (Bolivia) |

| 23 de enero de 2000 | Brasil                    | 2:0 (1:0) | Ecuador | Estadio do Café, Londrina                                          |                                                                    |
|                     | Ronaldinho 18' · Alex 80' | Reporte   |         | Asistencia: 20 000 espectadores Árbitro(s): Saúl Feldman (Uruguay) | Asistencia: 20 000 espectadores Árbitro(s): Saúl Feldman (Uruguay) |

| 26 de enero de 2000 | Colombia                                         | 5:1 (2:0) | Chile         | Estadio do Café, Londrina                                              |                                                                        |
|                     | Muñoz 16', 30', 54' · Quintana 59' · Candelo 60' | Reporte   | Gutiérrez 87' | Asistencia: 10 000 espectadores Árbitro(s): Carlos Amarilla (Paraguay) | Asistencia: 10 000 espectadores Árbitro(s): Carlos Amarilla (Paraguay) |

| 26 de enero de 2000 | Brasil                                 | 3:0 (1:0) | Venezuela | Estadio do Café, Londrina                                                  |                                                                            |
|                     | Ronaldinho 10', 85' (pen.) · Lucas 65' | Reporte   |           | Asistencia: 14 000 espectadores Árbitro(s): Juan Carlos Paniagua (Bolivia) | Asistencia: 14 000 espectadores Árbitro(s): Juan Carlos Paniagua (Bolivia) |

| 30 de enero de 2000 | Ecuador                  | 2:4 (0:3) | Venezuela                                | Estadio do Café, Londrina                                          |                                                                    |
|                     | Ayoví 67' · Kaviedes 73' | Reporte   | Rojas 26', 38' · García 38' · Arango 48' | Asistencia: 15 000 espectadores Árbitro(s): Saúl Feldman (Uruguay) | Asistencia: 15 000 espectadores Árbitro(s): Saúl Feldman (Uruguay) |

| 30 de enero de 2000                                                     | Brasil | 9:0 (5:0) | Colombia | Estadio do Café, Londrina                                              |                                                                        |
|                                                                         | Álvaro 8' · Ronaldinho 16', 90' (pen.) · Edú 22', 37' · Athirson 44' · Adriano Gabiru 65' · Lucas 72' · Warley 82' | Reporte   |          | Asistencia: 25 000 espectadores Árbitro(s): Daniel Giménez (Argentina) | Asistencia: 25 000 espectadores Árbitro(s): Daniel Giménez (Argentina) |
| Mayor goleada en la historia de los Torneos Preolímpicos Sudamericanos. | |           |          |                                                                        |                                                                        |

### Grupo B
| Equipo    | Pts | PJ | PG | PE | PP | GF | GC | Dif |
| --------- | --- | -- | -- | -- | -- | -- | -- | --- |
| Uruguay   | 12  | 4  | 4  | 0  | 0  | 7  | 2  | +5  |
| Argentina | 7   | 4  | 2  | 1  | 1  | 7  | 4  | +3  |
| Perú      | 7   | 4  | 2  | 1  | 1  | 10 | 8  | +2  |
| Paraguay  | 3   | 4  | 1  | 0  | 3  | 7  | 9  | –2  |
| Bolivia   | 0   | 4  | 0  | 0  | 4  | 4  | 12 | –8  |

| 18 de enero de 2000 | Uruguay                | 2:0 (1:0) | Perú | Estadio Arnaldo Busatto, Cascavel                                    |                                                                      |
|                     | García 5' · Franco 78' | Reporte   |      | Asistencia: 23 000 espectadores Árbitro(s): Luciano Almeida (Brasil) | Asistencia: 23 000 espectadores Árbitro(s): Luciano Almeida (Brasil) |

| 18 de enero de 2000 | Argentina                              | 3:1 (1:1) | Paraguay   | Estadio Arnaldo Busatto, Cascavel                                  |                                                                    |
|                     | Cufré 45' · Placente 74' · Biagini 83' | Reporte   | Candia 40' | Asistencia: 23 000 espectadores Árbitro(s): Byron Moreno (Ecuador) | Asistencia: 23 000 espectadores Árbitro(s): Byron Moreno (Ecuador) |

| 20 de enero de 2000 | Paraguay                                       | 3:1 (2:0) | Bolivia       | Estadio Arnaldo Busatto, Cascavel                                     |                                                                       |
|                     | Cuevas 5' · Ramírez 29' (pen.) · Paredes 90+1' | Reporte   | Gutiérrez 72' | Asistencia: 5 000 espectadores Árbitro(s): Henry Cervantes (Colombia) | Asistencia: 5 000 espectadores Árbitro(s): Henry Cervantes (Colombia) |

| 20 de enero de 2000 | Argentina | 1:1 (0:1) | Perú        | Estadio Arnaldo Busatto, Cascavel                             |                                                               |
|                     | Cufré 75' | Reporte   | Pizarro 10' | Asistencia: 2 000 espectadores Árbitro(s): Guido Aros (Chile) | Asistencia: 2 000 espectadores Árbitro(s): Guido Aros (Chile) |

| 22 de enero de 2000 | Paraguay                        | 3:4 (1:0) | Perú                              | Estadio Arnaldo Busatto, Cascavel                                 |                                                                   |
|                     | Santa Cruz 39', 62' · Pérez 65' | Reporte   | Pizarro 54', 59', 76' · Gómez 67' | Asistencia: 1 000 espectadores Árbitro(s): Byron Moreno (Ecuador) | Asistencia: 1 000 espectadores Árbitro(s): Byron Moreno (Ecuador) |

| 22 de enero de 2000 | Uruguay                        | 2:1 (1:0) | Bolivia    | Estadio Arnaldo Busatto, Cascavel                                      |                                                                        |
|                     | García 8' · Olivera 48' (pen.) | Reporte   | Suárez 85' | Asistencia: 1 000 espectadores Árbitro(s): Paolo Borgosano (Venezuela) | Asistencia: 1 000 espectadores Árbitro(s): Paolo Borgosano (Venezuela) |

| 25 de enero de 2000 | Uruguay    | 1:0 (1:0) | Paraguay | Estadio Arnaldo Busatto, Cascavel                             |                                                               |
|                     | Melono 13' | Reporte   |          | Asistencia: 1 500 espectadores Árbitro(s): Guido Aros (Chile) | Asistencia: 1 500 espectadores Árbitro(s): Guido Aros (Chile) |

| 25 de enero de 2000 | Argentina                       | 2:0 (0:0) | Bolivia | Estadio Arnaldo Busatto, Cascavel                                     |                                                                       |
|                     | Romeo 65' · Riquelme 90' (pen.) | Reporte   |         | Asistencia: 1 500 espectadores Árbitro(s): Henry Cervantes (Colombia) | Asistencia: 1 500 espectadores Árbitro(s): Henry Cervantes (Colombia) |

| 29 de enero de 2000 | Perú                                     | 5:2 (0:0) | Bolivia                      | Estadio Arnaldo Busatto, Cascavel                                      |                                                                        |
|                     | Lobatón 45', 51', 85', 88' · Pizarro 78' | Reporte   | Suárez 76' · Peña 82' (pen.) | Asistencia: 4 000 espectadores Árbitro(s): Paolo Borgosano (Venezuela) | Asistencia: 4 000 espectadores Árbitro(s): Paolo Borgosano (Venezuela) |

| 29 de enero de 2000 | Argentina     | 1:2 (1:0) | Uruguay                         | Estadio Arnaldo Busatto, Cascavel                                   |                                                                     |
|                     | Cambiasso 23' | Reporte   | Olivera 59' (pen.) · Coelho 63' | Asistencia: 4 000 espectadores Árbitro(s): Luciano Almeida (Brasil) | Asistencia: 4 000 espectadores Árbitro(s): Luciano Almeida (Brasil) |

## Fase final
| Equipo    | Pts | PJ | PG | PE | PP | GF | GC | Dif |
| --------- | --- | -- | -- | -- | -- | -- | -- | --- |
| Brasil    | 7   | 3  | 2  | 1  | 0  | 9  | 5  | +4  |
| Chile     | 6   | 3  | 2  | 0  | 1  | 6  | 4  | +2  |
| Argentina | 3   | 3  | 1  | 0  | 2  | 5  | 5  | 0   |
| Uruguay   | 1   | 3  | 0  | 1  | 2  | 3  | 9  | –6  |

| 2 de febrero de 2000 | Chile                                              | 4:1 (1:1) | Uruguay    | Estadio do Café, Londrina                                              |                                                                        |
|                      | Gutiérrez 26' · Tapia 47' · Ríos 75' · Pizarro 80' | Reporte   | Coelho 42' | Asistencia: 50 000 espectadores Árbitro(s): Daniel Giménez (Argentina) | Asistencia: 50 000 espectadores Árbitro(s): Daniel Giménez (Argentina) |

| 2 de febrero de 2000 | Brasil                                  | 4:2 (3:2) | Argentina                | Estadio do Café, Londrina                                              |                                                                        |
|                      | Ronaldinho 2', 35', 78' (TL) · Alex 18' | Reporte   | Romeo 5' · Cambiasso 21' | Asistencia: 50 000 espectadores Árbitro(s): Carlos Amarilla (Paraguay) | Asistencia: 50 000 espectadores Árbitro(s): Carlos Amarilla (Paraguay) |

| 4 de febrero de 2000 | Uruguay | 0:3 (0:0) | Argentina                      | Estadio do Café, Londrina                                          |                                                                    |
|                      |         | Reporte   | Scaloni 61' · Messera 64', 78' | Asistencia: 15 000 espectadores Árbitro(s): Byron Moreno (Ecuador) | Asistencia: 15 000 espectadores Árbitro(s): Byron Moreno (Ecuador) |

| 4 de febrero de 2000 | Brasil                                          | 3:1 (1:1) | Chile     | Estadio do Café, Londrina                                              |                                                                        |
|                      | Athirson 31' · Ronaldinho 46' (TL) · Baiano 60' | Reporte   | Tapia 15' | Asistencia: 22 000 espectadores Árbitro(s): Henry Cervantes (Colombia) | Asistencia: 22 000 espectadores Árbitro(s): Henry Cervantes (Colombia) |

| 6 de febrero de 2000 | Chile     | 1:0 (0:0) | Argentina | Estadio do Café, Londrina                                              |                                                                        |
|                      | Navia 86' | Reporte   |           | Asistencia: 25 000 espectadores Árbitro(s): Carlos Amarilla (Paraguay) | Asistencia: 25 000 espectadores Árbitro(s): Carlos Amarilla (Paraguay) |

| 6 de febrero de 2000 | Brasil                             | 2:2 (1:0) | Uruguay                | Estadio do Café, Londrina                                                  |                                                                            |
|                      | Fábio Bilica 4' · Fábio Júnior 87' | Reporte   | Risso 48' · Varela 59' | Asistencia: 35 000 espectadores Árbitro(s): Juan Carlos Paniagua (Bolivia) | Asistencia: 35 000 espectadores Árbitro(s): Juan Carlos Paniagua (Bolivia) |

## Estadísticas

### Clasificación general
| Pos. | Selección | Gr. | Pts. | PJ | PG | PE | PP | GF | GC | Dif |
| ---- | --------- | --- | ---- | -- | -- | -- | -- | -- | -- | --- |
| 1    | Brasil    | A   | 18   | 7  | 5  | 2  | 0  | 24 | 6  | +18 |
| 2    | Chile     | A   | 13   | 7  | 4  | 1  | 2  | 13 | 11 | +2  |
| 3    | Argentina | B   | 10   | 7  | 3  | 1  | 3  | 12 | 9  | +3  |
| 4    | Uruguay   | B   | 13   | 7  | 4  | 1  | 2  | 10 | 11 | -1  |
| 5    | Perú      | B   | 7    | 4  | 2  | 1  | 1  | 10 | 8  | +2  |
| 6    | Colombia  | A   | 7    | 4  | 2  | 1  | 1  | 10 | 13 | -3  |
| 7    | Venezuela | A   | 4    | 4  | 1  | 1  | 2  | 5  | 9  | -4  |
| 8    | Paraguay  | B   | 3    | 4  | 1  | 0  | 3  | 7  | 9  | -2  |
| 9    | Ecuador   | A   | 0    | 4  | 0  | 0  | 4  | 5  | 12 | -7  |
| 10   | Bolivia   | B   | 0    | 4  | 0  | 0  | 4  | 4  | 12 | -8  |

## Goleadores
| Jugador             | Selección | Goles |
| ------------------- | --------- | ----- |
| Ronaldinho          | Brasil    | 9     |
| Héctor Tapia        | Chile     | 6     |
| Claudio Pizarro     | Perú      | 5     |
| Abel Lobatón        | Perú      | 4     |
| Alexsandro de Souza | Brasil    | 3     |
| Mayer Candelo       | Colombia  | 3     |

## Clasificados a losJuegos Olímpicos
| Bandera de Brasil | Bandera de Chile |
| Brasil            | Chile            |
| ----------------- | ---------------- |